# Worszyny
Worszyny (dawniej niem. Worschienen) – wieś w Polsce położona w województwie warmińsko-mazurskim, w powiecie bartoszyckim, w gminie Górowo Iławeckie. W latach 1975–1998 miejscowość administracyjnie należała do województwa olsztyńskiego.

## Historia
Wieś wymieniana w dokumentach w 1480 r. pod nazwą Wursynen, w 1785 jako Warschienen. 
W 1939 r. we wsi było 132 mieszkańców.
W 1978 r. we wsi były 22 indywidualne gospodarstwa rolne, uprawiające łącznie 148 ha ziemi. We wsi dył punky biblioteczny. W 1983 r. we wsi było 12 domów z 65 mieszkańcami a ulice miały oświetlenie elektryczne.